# Laphria aureola
Laphria aureola är en tvåvingeart som beskrevs av Wulp 1872. Laphria aureola ingår i släktet Laphria och familjen rovflugor. Inga underarter finns listade i Catalogue of Life.